# Ludvig Mörner
Ludvig Carlsson Mörner, född 6 december 1764 på Rödjenäs i Jönköping, död 19 oktober 1823 i Stockholm, var en svensk friherre och biskop.
Mörner började sin yrkesverksamma karriär som militär men övergick till studier och blev 1786 student vid Uppsala universitet, där han blev filosofie magister 1791 och docent i romerska antikviteter 1793, då han utgav en avhandling De veterum Romanorum theatris.
Efter prästvigning 1794 utnämndes han till kyrkoherde i Ljungby socken och samtidigt kallad till ordinarie kunglig hovpredikant. År 1800, vid 35 års ålder, blev han biskop i Växjö och samma år utnämnd till teologie doktor. 3 juli 1803 blev han kommendör av Kungl. Nordstjärneorden.
Esaias Tegnér skrev om sin företrädare Mörner: "Vexiö stift har egenteligen ej haft någon Biskop sedan Wallqwist dog, således ett 25årigt Interregnum; ty Mörner, ehuru en i öfrigt ovanligt rättskaffens och vältänkande man, hade likväl hvarken kunskaper eller håg eller energie svarande mot sitt kall."
Mörner var son till hovjägmästare Carl Gustaf Mörner och Margareta Fredrika Duse. Han gifte sig 1796 med
Hedvig Gustafva von Baumgarten. Han är gravsatt på Katarina kyrkogård i Stockholm.